# John Prentis
John Prentis (Liverpool, 22 marzo 1939) è un ex calciatore inglese, di ruolo difensore.

## Caratteristiche tecniche
Era un terzino destro.

## Carriera
Nel 1962 all'età di 23 anni entra a far parte della rosa del Blackpool, club della prima divisione inglese; fa tuttavia il suo effettivo esordio in campionato solamente nel corso della stagione 1964-1965, e più precisamente il 29 agosto 1964, in una vittoria casalinga per 1-0 sullo Sheffield Weds nella terza giornata di campionato, che rimane anche la sua unica presenza stagionale in questa competizione. Rimane poi in rosa anche durante la stagione 1965-1966: anche in questa annata è sostanzialmente una riserva, riuscendo però a scendere in campo in 5 incontri di campionato, competizione che viene peraltro vinta dalla sua squadra. A fine stagione viene ceduto in quarta divisione allo Stockport County, con cui nella stagione 1966-1967 gioca 19 partite di campionato in questa categoria, per poi andare a giocare nella prima divisione sudafricana con il Port Elizabeth City.
In carriera ha giocato in totale 25 partite nei campionati della Football League.

## Palmarès

### Club

#### Competizioni nazionali
- Campionato inglese di quarta divisione: 1

Stockport County: 1966-1967